# Jaci Velásquez
Jacquelyn Davette Velásquez ou simplesmente Jaci Velásquez (Houston, 15 de outubro de 1979) é uma cantora americana de música cristã contemporânea e atriz. Com aproximadamente 20 anos de carreira, Jaci Velásquez já vendeu mais de cinco milhões de álbuns no mundo todo, ganhou três discos de platina e cinco de ouro, e 16 de suas canções ficaram entre os hits mais ouvidos nas rádios da américa latina. Atualmente Jaci Velasquez continua gravando CDs, fazendo shows e ainda apresenta um programa matinal na rádio cristã The Fish desde o final de 2010.

## Biografia

### Começo de carreira e reconhecimento
Jaci Velásquez nasceu nos Estados Unidos, mas possui ascendência mexicana, espanhola, escocesa, francesa e árabe. Seus pais são Diana Stancil e David Velasquez. Com apenas três anos de idade o talento de Jaci já era óbvio. Ela chegava a cantar até mesmo dormindo, e antes que soubesse andar, já sabia cantar a canção "Our God Reigns". Aos nove anos, ela começou a viajar com seu pai, que naquela época era um evangelista que cantava em tempo integral. Jaci começou cantando no grupo "The Velasquez Family" juntamente com seus pais, mas seu talento já se destacava e então ela começou a cantar solo. Chegou a gravar dois álbuns independentes que tiveram pouca visibilidade, Help Me em 1992 e Keep the Fire Burning em 1994.
Aos treze anos de idade, Jaci fez sua primeira apresentação cantando o Hino Nacional Americano na Casa Branca, e no ano de 2004 participou das campanhas eleitorais, representando os latinos ao lado de George W. Bush. Mas foi em uma apresentação na Primeira Igreja Batista em Houston que ela foi descoberta por um agente do Point Of Grace, e convidada para abrir os shows do grupo. Após assistir os vídeos das apresentações dela, o empresário Mike Atkins a convidou para assinar contrato com a gravadora Myrrh Records.
Em 1996, Jaci lançou o seu álbum de estreia intitulado Heavenly Place. Cinco canções desse álbum ficaram em primeiro lugar entre os hits mais tocados do ano.  Jaci Velasquez foi apontada como a primeira artista solo na história da música cristã que conseguiu alcançar disco de platina logo em seu álbum de estreia, e disco de ouro com o seu segundo projeto auto-intitulado Jaci Velásquez em 1998.

### Sucesso Internacional

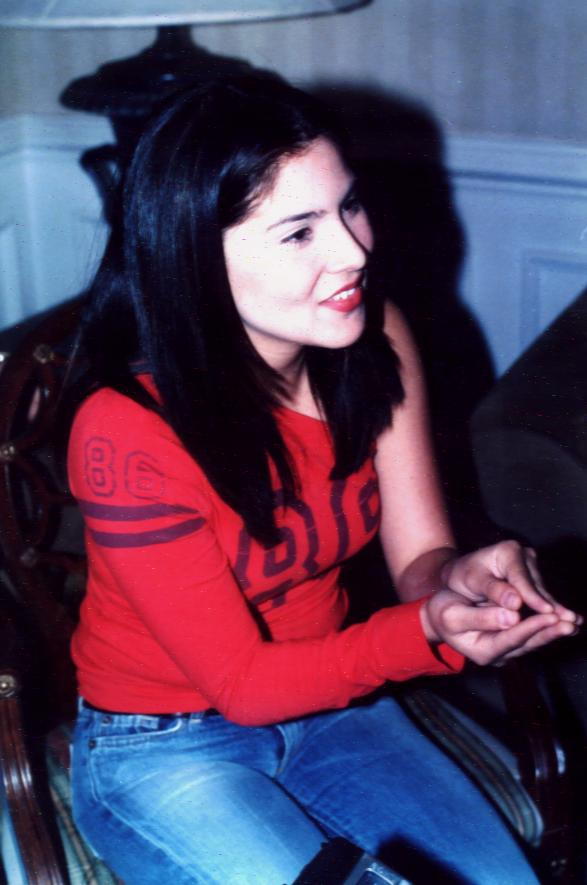
Jaci em 2001

Em 1999, Jaci assinou contrato com a Sony Discos e conheceu o produtor Rudy Pérez, que produziu seu primeiro álbum em língua espanhola, Llegar A Ti. Depois disso, Jaci Velasquez passou a alcançar maior popularidade, tanto com o público americano quanto com o público latino.
O primeiro single deste álbum foi Llegar de Ti, que liderou o Billboard Hot Latin Tracks e se tornou a primeira música cristã no topo da tabela. A canção também rendeu a ela uma indicação ao Grammy Latino como Melhor Performance Pop em Vocal Feminino, porém a vencedora dessa categoria foi a cantora colombiana Shakira.

O próximo álbum de Jaci foi Crystal Clear, gravado e lançado no ano de 2000. Este álbum reflete algumas experiências vivenciadas por Jaci, como o divórcio de seus pais. Apesar de toda essa reviravolta em sua vida pessoal, o álbum "Crystal Clear" levou mais cinco singles ao primeiro lugar das rádios cristãs, liderou o topo das vendas por três semanas e rendeu para Jaci o disco de ouro por mais de 500 mil cópias vendidas.
Em 2001, Jaci lançou seu segundo trabalho em espanhol chamado Mi corazón. O primeiro single do álbum, Como Se Cura Una Herida, fez com que Jaci liderasse novamente o Billboard Hot Latin Tracks, e se tornou um dos maiores singles do ano, recebendo várias indicações e vencendo várias premiações. A canção chegou a receber versões em português, pelas cantoras brasileiras Fernanda Brum em 2008, em seu álbum Cura-me, e Tânia Mara em 2009, em seu álbum Falando de Amor - ao vivo. O álbum Mi corazón recebeu também uma indicação ao Grammy Latino como Melhor Álbum Pop Latino e alcançou disco de platina. Nesta mesma época, Jaci participou e apoiou o movimento True Love Waits que encoraja as pessoas a não terem relações sexuais antes do casamento. No outono do mesmo ano, Jaci lançou seu primeiro álbum de natal, Christmas. Poucos meses depois, a versão latina, Navidad, foi lançada e lhe rendeu mais um Dove Awards. O álbum trouxe canções inéditas, alguns clássicos natalinos e um dueto com Alvin e os Esquilos na canção The Chipmunk Song (Christmas Dont Be Late).[carece de fontes?]

### Aparição nos cinemas
Jaci Velásquez foi convidada em 2002 para atuar em seu primeiro filme longa metragem gravado em Hollywood, uma comédia romântica chamada Chasing Papi. Ela atuou ao lado de Sofia Vergara da Colômbia, Roselyn Sanchez de Porto Rico e Eduardo Verastegui do México, além das participações especiais de Nicole Scherzingerl e Joy Enriquez. O filme foi lançado oficialmente nos Estados Unidos em abril de 2003, chegou em décimo primeiro lugar nas bilheterias e arrecadou US$ 6 milhões no total. No Brasil o filme recebeu o título Confusões Amorosas e nos países de língua espanhola foi intitulado Un Amante Para Tres. Jaci Velasquez também foi destaque na edição de dezembro de 2003 da Right On! Magazine, onde a editora Cynthia Horner a descreveu como um verdadeiro modelo para as adolescentes, e como a querida cantora do presidente George W. Bush. Além disso, Jaci apareceu em mais de 50 outras revistas e estrelou em comerciais para a Pepsi, Target, Doritos,Diamonds Helzberg e os produtos John Freida da Frizz Ease Cabelo.
Em 25 de março de 2003, Jaci lançou um novo álbum intitulado Unspoken, em que ela co-escreveu sete das doze canções. Uma semana depois, em primeiro de abril, Jaci lançou seu terceiro álbum em espanhol intitulado Milagro. O primeiro single e vídeo, No Hace Falta Un Hombre, alcançou o Top 10 nas paradas de sucesso em espanhol e rendeu indicações para o Grammy Latino e Billboard Latino Awards. Em 2004, Jaci inaugurou sua própria gravadora, a Apostrophe Records, onde ela deu a oportunidade para novos artistas ingressarem uma carreira musical. Em 2005, lançou um álbum inovador chamado Beauty Has Grace, que foi muito bem recebido pela crítica e pelo público em sua maioria, e lhe rendeu uma indicação na categoria Canção de Inspiração do Ano com a faixa Lay It Down. Neste álbum, Jaci apresentou um estilo indie rock totalmente diferente da proposta que ela havia apresentado até o momento. Em 2007, Jaci lançou o EP natalino Open House: Christmas EP, com 3 canções e uma entrevista inédita. Em 2008, foi o lançamento do álbum Love Out Loud por sua gravadora Apostrophe Records. Um álbum que reflete de forma profunda este período de mudança de vida ao qual ela estava passando e todo o seu amadurecimento.

### Vida pessoal
Em 1999, Jaci passou por situações muito dolorosas em sua vida pessoal, como o divórcio de seus pais. Após a separação, Jaci continuou morando em Nashville e seu pai mudou-se para Utah, onde deu continuidade ao seu ministério. Em Utah, David voltou a ter maior contato com sua ex-esposa Connie, com quem ele havia se casado em 1966 e tido dois filhos, Mario e Mindy. O casal decidiu se reconciliar e reatar o casamento, e estão juntos até os dias atuais.
Em 16 de agosto de 2003, Jaci se casou com Darren Potuck, membro da banda AutoVaughn, mas após dois anos eles se divorciaram por razões não especificadas.
Em 17 de dezembro de 2006, Jaci casou-se com Nic Gonzales em uma cerimônia privada no Austin, Texas. Nic é vocalista da Banda Salvador, um grupo pop-latino cristão, com quem Jaci havia feito uma turnê na época. No ano seguinte, Jaci deu à luz seu primeiro filho, chamado Zealand. E seu segundo filho, Soren, nasceu em 2009. Jaci mantém um relacionamento feliz e consolidado com sua família, e constantemente retrata isso em suas redes sociais.

### Pausa na carreira e regresso
Após lançamento e divulgação do álbum Love Out Loud, Jaci deu uma pausa em sua carreira musical e só retornou com álbum novo em 2012. Neste período de reflexão, Jaci começou a se dedicar um pouco mais a sua vida pessoal e realizou o sonho de ser mãe. Jaci também começou a escrever um novo livro chamado Coffee and Concealer, onde relata suas experiências de vida. Em novembro de 2010, Jaci Velasquez começou a apresentar o Family Morning Show Friendly ao lado de Doug Griffin, na rádio The Fish. O programa é transmitido em mais de 100 estações de rádio nos Estados Unidos, com quatro horas de duração, nas manhãs de segunda a sexta, e está no ar até os dias atuais.
Em 11 de agosto de 2011, Jaci assinou contrato com a gravadora Inpop Records e o seu mais novo álbum, Diamond, foi lançado em 7 de fevereiro de 2012. Antes disso, Jaci já havia realizado a gravação de seu primeiro DVD ao vivo, junto com a Banda Salvador, mas esse projeto acabou sendo engavetado e ainda não há previsão de seu lançamento.
Em agosto de 2012, Jaci lançou pela Fisher Price, em parceria com o Walmart, um álbum em espanhol com canções de ninar, chamado Buenas Noches Mi Sol. O álbum traz alguns clássicos das canções infantis, além de versões em espanhol de seus maiores sucessos, com uma nova roupagem adequada ao estilo infantil do disco. Jaci Velásquez também atuou em dois novos filmes cristãos, The Encounter (O Caminho da Eternidade') e Jerusalem Countdown (Contagem Regressiva), ambos lançados em 2011 nos Estados Unidos, e em 2012 no Brasil, pela Graça Filmes. Em julho de 2013, Jaci lançou um single em homenagem ao dia dos pais, onde interpretou, junto com seu pai David, a canção Unforgettable, um clássico de Nat King Cole. Foi o primeiro dueto com o seu pai oficialmente gravado.
Atualmente Jaci tem se dedicado bastante à sua carreira de atriz no segmento cristão, e atuou em outros três novos filmes: "Rumors Of War", "11 Seconds" e "Let The Lion Roar", todos lançados em 2014. Jaci também gravou a música tema do filme "Let The Lion Roar", um dueto com Tim Rushlow, numa levada hard rock que até então Jaci não havia experimentado.

### Projetos Futuros
Os projetos futuros anunciados por Jaci Velasquez é o lançamento do seu DVD ao vivo, e mais um novo album em espanhol, com a produção de Juan Carlos Rodriguez do dueto latino Tercer Cielo, ambos sem previsão de lançamento.

## Discografia
- 1992: Help Me
- 1994: Keep The Fire Burning
- 1996: Heavenly Place
- 1998: Jaci Velasquez
- 1999: Llegar A Ti
- 2000: Crystal Clear
- 2001: Mi Corazón
- 2001: Christmas
- 2001: Navidad
- 2003: Unspoken
- 2003: Milagro
- 2004: Mi Historia Musical
- 2005: Beauty Has Grace
- 2006: On My Knees: The Best Of Jaci Velasquez
- 2007: Open House: Christmas EP
- 2008: Love Out Loud
- 2009: Jaci Velasquez: Greatest Hits
- 2010: Top Ten: Jaci Velasquez
- 2012: Diamond
- 2012: Acoustic Favorites (EP)
- 2012: Buenas Noches Mi Sol
- 2017: Trust/Confio

## Filmografia
- 2002: Taina TV Series (Episódio 219: "The Big Show")
- 2003: Chasing Papi (Confusões Amorosas)
- 2004: Doc TV Series (Quinta Temporada, episódio 418: "Nip, Tuck & Die")
- 2005: The Three Wise Men (Os Três Reis Magos)
- 2011: The Encounter (O Caminho Para a Eternidade)
- 2011: Jerusalem Countdown (Contagem Regressiva)
- 2014: Rumors Of Wars
- 2014: 11 Seconds
- 2014: Let The Lion Roar
- 2016: I'm Not Ashamed
- 2017: A Question of Faith

## Livros
- 1996: Heavenly Place
- 2000: CCM Lifelines
- 2003: Los Evangelios Toman Vida
- 2011: Coffee And Concealer

## Video Clipes
- On My Knees
- Un Lugar Celestial (A Heavenly Place)
- God So Loved
- Llegar A Ti
- De Creer En Ti
- Adore
- Como Se Cura Una Herida
- No Hace Falta Un Hombre
- Al Mundo Diré
- De Creer En Ti
- Un Lugar Celestial

## Premiações
Dove Awards
- 1997: Revelação do Ano
- 1999: Cantora do Ano
- 2000: Cantora do Ano
- 2000: Coletânea do Ano - Streams
- 2000: Álbum do Ano em Espanhol - Llegar A Ti
- 2002: Álbum do Ano em Espanhol - Mi corazón
- 2001: Álbum do Ano em Espanhol - Navidad

Victory Awards
- 2006: Cantora do Ano
- 2006: Melhor Álbum Pop - Beauty Has Grace
- 2006: Melhor Canção de Inspiração - Lay It Down